# Dom dla zmyślonych przyjaciół pana Mateusza
Dom dla zmyślonych przyjaciół pana Mateusza – czwarty studyjny album polskiego rapera Mateusza Szpakowskiego pseud. Szpaku. Wydawnictwo ukazało się 07 kwietnia 2022 nakładem  wytwórni GUGU.
W kwietniu 2024 nagrania uzyskały certyfikat podwójnie platynowej płyty.

## Lista utworów
| Nr | Tytuł utworu         | Tekst              | Producent           | Długość |
| -- | -------------------- | ------------------ | ------------------- | ------- |
| 1  | „Mateusz”            | Mateusz Szpakowski | Jakub Salepa        | 3:09    |
| 2  | „Krokodyl Dundee”    | Mateusz Szpakowski | Worek & moody scrag | 3:33    |
| 3  | „Jeździec bez głowy” | Mateusz Szpakowski | PSR                 | 3:07    |
| 4  | „Afryka”             | Mateusz Szpakowski | PSR                 | 2:42    |
| 5  | „Mr. Mime”           | Mateusz Szpakowski | Jakub Salepa        | 3:23    |
| 6  | „Dom”                | Mateusz Szpakowski | PSR                 | 3:05    |
| 7  | „Ötzi”               | Mateusz Szpakowski | PSR                 | 3:17    |
| 8  | „Człowiek motyl”     | Mateusz Szpakowski | LEEO                | 3:05    |
| 9  | „Alf”                | Mateusz Szpakowski | Worek & Swizzy      | 2:51    |
| 10 | „R.I.P. Krawczyk”    | Mateusz Szpakowski | OLEK                | 2:39    |
| 11 | „Minimini2”          | Mateusz Szpakowski | Quiz                | 2:38    |